# Portrait du poète Zacharie Astruc
Le Portrait du poète Zacharie Astruc est un portrait peint à l'huile sur toile en 1866, par le peintre français Édouard Manet. Dans la composition picturale complexe, Manet combine la représentation de son ami Zacharie Astruc avec des éléments d'une nature morte et d'une scène d'intérieur. Des modèles pour le portrait peuvent être trouvés à la fois dans l'œuvre de Titien et dans la peinture flamande des XVIe et XVIIIe siècles. Les intérêts culturels communs du peintre et du modèle pour l'art japonais et la peinture espagnole sont illustrés par de nombreux objets picturaux. Le portrait fait partie d'une série de portraits d'hommes de lettres que Manet a peints dans les années 1860, qui témoignent d'une admiration et d'une amitié mutuelles. Le tableau appartient à la collection de la Kunsthalle de Brême.

## Description et analyse
Manet a peint le portrait de son ami Zacharie Astruc en format paysage alors qu'habituellement, pour un portrait, même au XIXe siècle, le format portrait est utilisé. Selon la façon dont elle est regardée, la composition peut être divisée en deux, trois ou même quatre parties. Sur le côté droit, peint dans des tons sombres, se trouve le portrait proprement dit, qui occupe environ les deux tiers du tableau. Sur le côté gauche beaucoup plus petit, Manet montre une nature morte et derrière elle la vue d'une pièce inondée de lumière. D'une part, deux parties lumineuses différentes se font face, et d'autre part, la peinture peut être divisée dans les trois domaines du portrait, de la nature morte et de l'intérieur. L'historien de l'art George Mauner a divisé le portrait en corps et tête d'Astruc et a ainsi proposé quatre parties distinctes.
Le personnage représenté n'occupe pas le centre du tableau, mais se situe vers la moitié droite, où il apparaît comme une silhouette à mi-corps devant un mur sombre. Il est assis dans un fauteuil, légèrement tourné vers la droite, face presque frontalement au spectateur, et regarde devant lui avec les yeux grands ouverts. La chair de couleur ivoire du visage est encadrée par la barbe pleine foncée, bien entretenue, et les cheveux ondulés peignés en arrière. Il porte un costume noir avec une chemise blanche qui sort des manches et du cou. Un nœud noir est lâchement noué autour du col. La veste ouverte laisse apparaître le gilet porté en dessous dont les boutons inférieurs ne sont pas fermés. La zone du ventre est soulignée par un tissu rouge vif qui ressemble à un cummerbund. Un tissu rouge légèrement plus foncé se trouve également sur la cuisse droite. Le rembourrage rouge foncé à l'arrière de la chaise est l'un des rares accents de couleur sur le côté droit du tableau. Un certain nombre de détails sont difficiles à discerner en raison de l'assombrissement de la couleur goudronnée, comme les contours des détails de la combinaison ou les longues mèches d'Astruc. Le rideau drapé dans le coin supérieur droit se détache également à peine sur le fond brun foncé. À côté du visage, les deux mains se détachent comme des zones lumineuses. À la manière d'un Napoléon Ier, la main droite d'Astruc est rentrée à l'intérieur du gilet, le pouce exposé et pointant vers le haut. La main gauche, peinte de manière beaucoup plus sommaire, pend librement du dossier de la chaise. 
L'exécution de la main gauche a conduit en particulier à différentes interprétations parmi les historiens de l'art. Gotthard Jedlicka a expliqué que Manet avait « marqué les contours des doigts avec des lignes grises et fugaces » et avait ainsi peint la main « agissant comme une flèche directionnelle » « avec une grande liberté ». Pour Jedlicka, « l'être » d'Astruc est caractérisé par la position de la main. Petra Buschhoff-Leineweber a également souligné le non finito de la main gauche. Pour elle, Manet a rendu « la composition rythmique et dynamique, sensibilisant ainsi le spectateur aux différents niveaux de réalité de l'œuvre ». Françoise Cachin remarque que « la main peinte à la hâte » semble « presser vers l'avant », « comme pour attirer l'attention sur une négligence provocatrice de la part de l'artiste. Dans le même temps, elle souligne que « l'opinion commune selon laquelle Manet était incapable de peindre les mains » est incorrecte. Si Manet s'était dispensé du « traitement sommaire des objets picturaux secondaires », alors « l'attention aurait été détournée du beau visage ».
Sur le petit côté gauche, Manet montre « une nature morte très colorée » et une pièce baignée d'un plein soleil. Dans la partie inférieure, de nombreux objets d'origines diverses sont disposés en nature morte. Ces objets reposent sur une table avec une nappe rouge ornée de fleurs colorées. La nappe est aussi appelée « couverture de soie japonaise » ou « tapisserie ». Sur la table se trouve un plateau laqué rouge, comme on les fabrique au Japon. Sur celui-ci se trouvent un verre à eau coupé par le bord gauche du tableau, un citron à moitié pelé posé en spirale à côté et un couteau. Derrière, des livres plus anciens avec des couvertures en cuir marron sont empilés sur la table. Entre eux, sur la table devant Astruc, se trouvent diverses publications récentes, reconnaissables aux couvertures vert vif et jaune très prisées des éditeurs de l'époque. En bas, au plus proche d'Astruc, se trouve un livre à couverture verte identifié comme l'estampe japonaise imprimée de 1823, Ehon Fujibakama par Yanagawa Shigenobu. Sur la couverture se trouve la dédicace de Manet « au poète / Z. Astruc / son ami / Manet /1866 ». Deux plumes de couleur claire derrière la pile de livres, comme les livres eux-mêmes, indiquent l'activité d'écrivain d'Astruc.
Au-dessus de la nature morte, exécutée avec beaucoup de soin et de minutie, le regard est attiré par une scène d'intérieur esquissée. La silhouette de dos d'une femme vêtue d'une robe grise est penchée sur le parapet d'une fenêtre, regardant peut-être une rue. Que la figure féminine soit l'épouse d'Astruc, comme le soupçonnent Adolphe Tabarant et d'autres historiens de l'art, n'est pas certain. Un rideau vert allant jusqu'au sol est suspendu à la droite de la femme, la séparant d'un ensemble composé d'un fauteuil à bascule marron, d'une guitare posée sur une autre chaise et d'un vase de fleurs sur un parapet. La guitare peut être interprétée comme une référence à l'enthousiasme partagé par Manet et Astruc pour l'Espagne. 
La scène intérieure du tableau a conduit les historiens de l'art à trois interprétations différentes. Une « vue dans une autre pièce » semble évidente, mais la position de la table, qui bloquerait le passage vers la pièce voisine, s'y oppose. La femme à la fenêtre peut être vue dans un miroir assorti au cadre doré à droite, inhabituel pour un cadre de porte. Avec son reflet dans le miroir, la femme serait dans le champ de vision de l'homme qui regarde devant le spectateur. Comme argument contre la théorie du miroir, Françoise Cachin note que les images réfléchies manquent. Par exemple, les plumes doivent également être vues comme une image miroir : la variante la plus probable est que la scène d'intérieur représente un tableau comme « un tableau dans un tableau », auquel le cadre doré pourrait également correspondre. Puisqu'un tel tableau n'est pas connu dans l'œuvre de Manet, la biographe d'Astruc, Sharon Fletscher, a suggéré qu'il pourrait s'agir d'une œuvre inexistante de Zacharie Astruc. Les scènes d'intérieur, en particulier sous forme d'aquarelles, sont connues dans l'œuvre d'Astruc, mais il ne les a créées que de nombreuses années plus tard. Cachin soupçonne donc que l'« image dans l'image » est une peinture fictive de Manet.
Les différentes parties du tableau sont reliées par une série de points de connexion. Le rouge de la nappe fait référence au tiers inférieur d'Astruc, les reliures en cuir sombre des livres et le fauteuil à bascule marron se rattachent à la couleur sombre du mur derrière Astruc, et les livres lumineux de la nature morte et la situation spatiale lumineuse derrière eux trouvent leur contrepartie dans les surfaces brillantes du visage et des mains du portrait. Le critique d'art Karl Scheffler déclare dès 1913 :«  Il est surprenant de voir comment deux images sont devenues une seule, comment la lumière et la moitié sombre, qui se complètent en termes de motifs, sonnent ensemble. ». Werner Hofmann remarque à propos des différentes parties du tableau :«  Dans le portrait du poète Astruc, le traitement des montages par Manet est aussi audacieux que déroutant ». Dans le même temps, il déclare : « D'une manière sans précédent, le premier plan et l'arrière-plan sont accentués comme des poids inégaux et pourtant liés dans un acte d'équilibre ». Le peintre Curt Stoermer, qui a travaillé à Worpswede, loue le « passage, qui semble si spontané, d'un traitement très simplifié à des parties du tableau peintes de manière finement différenciée ». Le critique d'art français Étienne Moreau-Nélaton juge « qu'un coup de pinceau enchanteur a touché ce portrait ». Son confrère allemand Hans Rosenhagen conclue : « Quelle simplicité, quelle puissance, quel art extraordinaire ! ».

## Datation
Françoise Cachin souligne en 1991 que les historiens de l'art sont divisés sur l'année de réalisation du Portrait de Zacharie Astruc par Manet. C'est d'autant plus étonnant que Manet a placé la date 1866 sous la signature du tableau. Aujourd'hui, cependant, cette datation est difficile à voir à l'œil nu sur le tableau assombri.
En plus de la datation notée sur l'œuvre, les premières sources écrites témoignent également de l'année 1886 comme origine. Immédiatement après la mort de Manet, l'inscription 1866 apparaît dans l'inventaire de son filleul Léon Koëlla-Leenhoff. Néanmoins, elle apparait - peut-être du fait de classifications stylistiques - avec des auteurs différents à des dates antérieures. Dans le catalogue de l'exposition de Berlin de 1928, par exemple, la période d'origine est 1863-1864, et un demi-siècle plus tard, l'historien de l'art Kurt Liebmann donne l'année d'origine comme 1863. Un certain nombre d'autres auteurs se sont engagés sur l'année 1864, y compris les auteurs du catalogue raisonné de 1932 et 1975. 
Dans la littérature plus récente, en revanche, la classification chronologique de 1866 prévaut. La biographie Astruc de Sharon Flescher, publiée en 1978, constitue un facteur contributif décisif, ayant examiné en détail la correspondance du modèle avec Manet et ayant ainsi pu prouver que le tableau n'a été créé que l'année suivant le voyage de Manet en Espagne en 1865.

## Provenance
Il existe des informations contradictoires sur la provenance du tableau. L'historienne de l'art Françoise Cachin suggère que la dédicace « son ami Manet » dans le tableau indique que le tableau est un cadeau de Manet à Astruc. Ceci est cohérent avec le commentaire d'Émile Zola selon lequel le tableau n'était plus dans l'atelier de l'artiste en 1866. Le biographe de Manet, Adolphe Tabarant, rapporte que la femme d'Astruc n'aimait pas le portrait de son mari. C'est peut-être pour cette raison qu'il est retourné à Manet, dans l'atelier duquel il se trouve après sa mort en 1883. Julius Meier-Graefe, d'autre part, affirme que Manet a vendu le tableau au baryton et collectionneur d'œuvres d'art Jean-Baptiste Faure pour 1 000 francs de son vivant. Cela contraste avec la déclaration de Tabarant selon laquelle la veuve de Manet, Suzanne, a vendu le tableau au marchand d'art Paul Durand-Ruel en 1895 pour 1800 francs. Meier-Graefe, d'autre part, a déclaré que Faure a vendu le tableau à Durand-Ruel, où il aurait changé de mains en 1899 pour 8 000 francs. 
Le tableau demeure dans la galerie d'art Durand-Ruel du 30 janvier 1899 jusqu'en 1908. Il arrive en Allemagne via le marchand d'art Paul Cassirer à Berlin et est vendu le 19 décembre 1908 à la Kunsthalle de Brême dirigée par Gustav Pauli. Le prix d'achat est de 21 000 marks ; c'est un cadeau des amateurs d'art et de l'association de la galerie en l'honneur du mécène et président de l'association d'art, Carl Schütte.